# Right2Water
Right2Water est une campagne d'initiative citoyenne européenne visant à engager l'Union européenne et les États membres à mettre en œuvre le droit humain à l'eau et à l'assainissement.

## Histoire
L'initiative citoyenne européenne (ICE) représentée par plus de 120 organisations non gouvernementales et soutenue par les syndicats allemands et autrichiens. Le 21 mars 2013, elle devient la première ICE à recueillir plus d'un million de signatures. Le quota minimum de signatures est atteint dans sept pays le 7 mai 2013. La collecte de signatures s'arrête le 7 septembre 2013, avec un total de 1 857 605 signatures.
L'initiative est soumise à la Commission européenne en décembre 2013 et l'audition publique a lieu le 17 février 2014 au Parlement européen.
En mars 2014, la commission adopte la communication en réponse à l'initiative Right2Water. Le 1er juillet 2015, la feuille de route pour l'évaluation de la directive sur l'eau potable est publiée par la Commission européenne.
En réponse, le Parlement critique la commission pour ne pas avoir répondu aux exigences de l'initiative. Le rapport de la députée européenne du Sinn Féin, Lynn Boylan, appel la Commission « à reconnaître qu'un accès abordable à l'eau est un droit humain fondamental ».
En 2010, trois ans avant la pétition, Paris était la première collectivité territoriale européenne à avoir repris la gestion municipale de l'eau et de l'assainissement, confié à Eau de Paris.

## Objectifs
La campagne poursuit trois objectifs :[réf. nécessaire]
1. Eau et assainissement garantis pour tous en Europe.
2. Pas de libéralisation des services d'eau.
3. Accès universel (mondial) à l'eau et à l'assainissement.

### Voir également
- Initiative citoyenne européenne
- Droits humains